# 奧洛諾鎮區 (愛荷華州馬斯卡廷縣)
奧洛諾鎮區（英語：Orono Township）是位於美國愛荷華州馬斯卡廷縣的一個行政鎮區。

## 地方資料
根據2010年美國人口普查的數據，奧洛諾鎮區的面積為48.15平方千米，當中陸地面積為46.53平方千米，而水域面積為1.62平方千米。當地共有人口560人，而人口密度為每平方千米11.63人。